# 1420 az irodalomban
Az 1420. év az irodalomban.

## Új művek
- John Lydgate angol költő befejezi 1412-ben elkezdett verses regényét: Troy Book (Trója-könyv). A munkát először Richard Pynson angol ősnyomdász nyomtatta ki 1513-ban.[1]

## Születések
- augusztus 24. – Albrecht von Eyb német humanista, író, műfordító († 1475)[2]
- 1420 – Mathieu d’Escouchy francia történetíró († 1482 ?)[3]